# ابزبورن ویک
ابزبورن ویک (به انگلیسی: Ebbesbourne Wake) یک روستا و محله مدنی در بریتانیا است که در ویلتشر واقع شده‌است. ابزبورن ویک ۲۲۲ نفر جمعیت دارد.